# Det meste af tiden
Det meste af tiden er en dansk kortfilm fra 2009 instrueret af Steffen Brandt og Jørgen Leth.

## Handling
Denne artikel mangler et handlingsreferat. Hjælp os med at skrive det.

## Medvirkende
- Steffen Brandt
- Thorlak Franck
- Kasper Harders
- Jørgen Leth